# 王永正
王永正（1962年—），汉族，中华人民共和国政治人物、第十一届全国政协委员。
担任天津市商会副会长、永正制衣天津有限公司董事长。2008年，当选第十一届全国政协委员，代表经济界，分入第三十七组。